# Ermitage Saint-Antoine de Galamus
Pour les articles homonymes, voir Ermitage Saint-Antoine.
L'ermitage Saint-Antoine de Galamus est un ermitage situé dans la commune de Saint-Paul-de-Fenouillet, dans les Pyrénées-Orientales.

## Localisation
L'ermitage de Saint-Antoine de Galamus est situé au nord-ouest de Saint-Paul-de-Fenouillet au sein des gorges de Galamus, en contrebas de la route départementale D 7 reliant Saint-Paul-de-Fenouillet à Cubières-sur-Cinoble dans l'Aude. L'ermitage est à une altitude de 376 mètres. Les gorges de Galamus, au fond desquelles serpente l'Agly, sont un site naturel classé depuis 1927.

## Historique
Bien que sans doute fréquenté depuis longtemps, le lieu est mentionné pour la première fois au XVe siècle, alors que des moines Franciscains aménagent la grotte en chapelle et construisent un ermitage à proximité.
En 1782, la fin de l'épidémie de suette qui touchait les habitants de Saint-Paul-de-Fenouillet est attribuée à la protection de saint Antoine.
Déserté après la Révolution, l'ermitage est réhabilité à partir de 1843 par le prêtre et moine franciscain Marie-Joseph Chiron (1797-1852), (créateur du calvaire du Montoulon à Privas) surnommé le Père Marie, qui y vécut quelques années. Joseph Antoine Cervini et Antoine Ignace Melling visitent le lieu, alors désert, en 1821 et le décrivent comme « la plus belle merveille du Roussillon ».
L'ermitage conservait jadis des reliques de la Sainte-Croix, de sainte Victoire et plus tard du père Francisco Palau y Quer, mort en 1872 et béatifié en 1988.

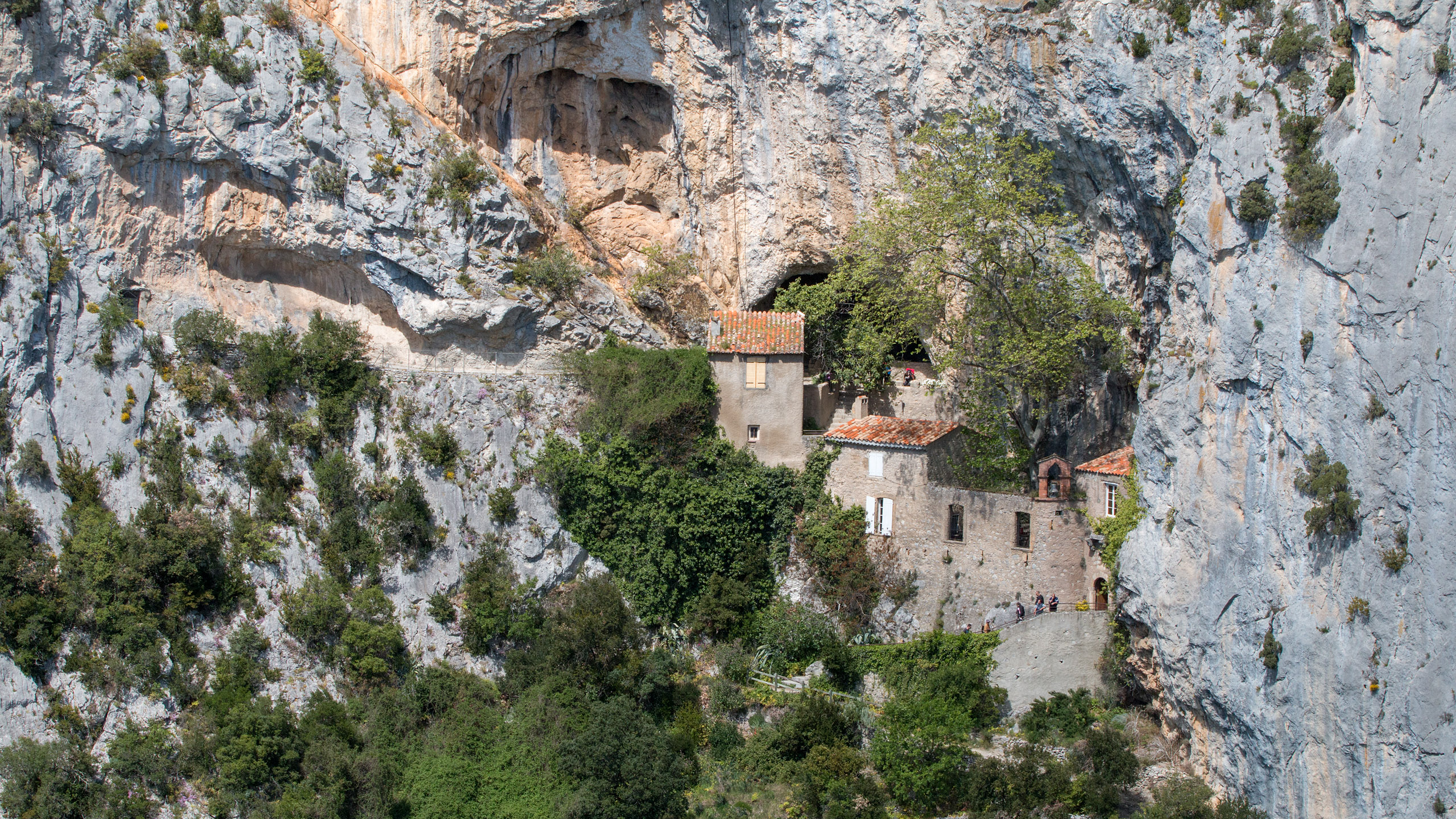
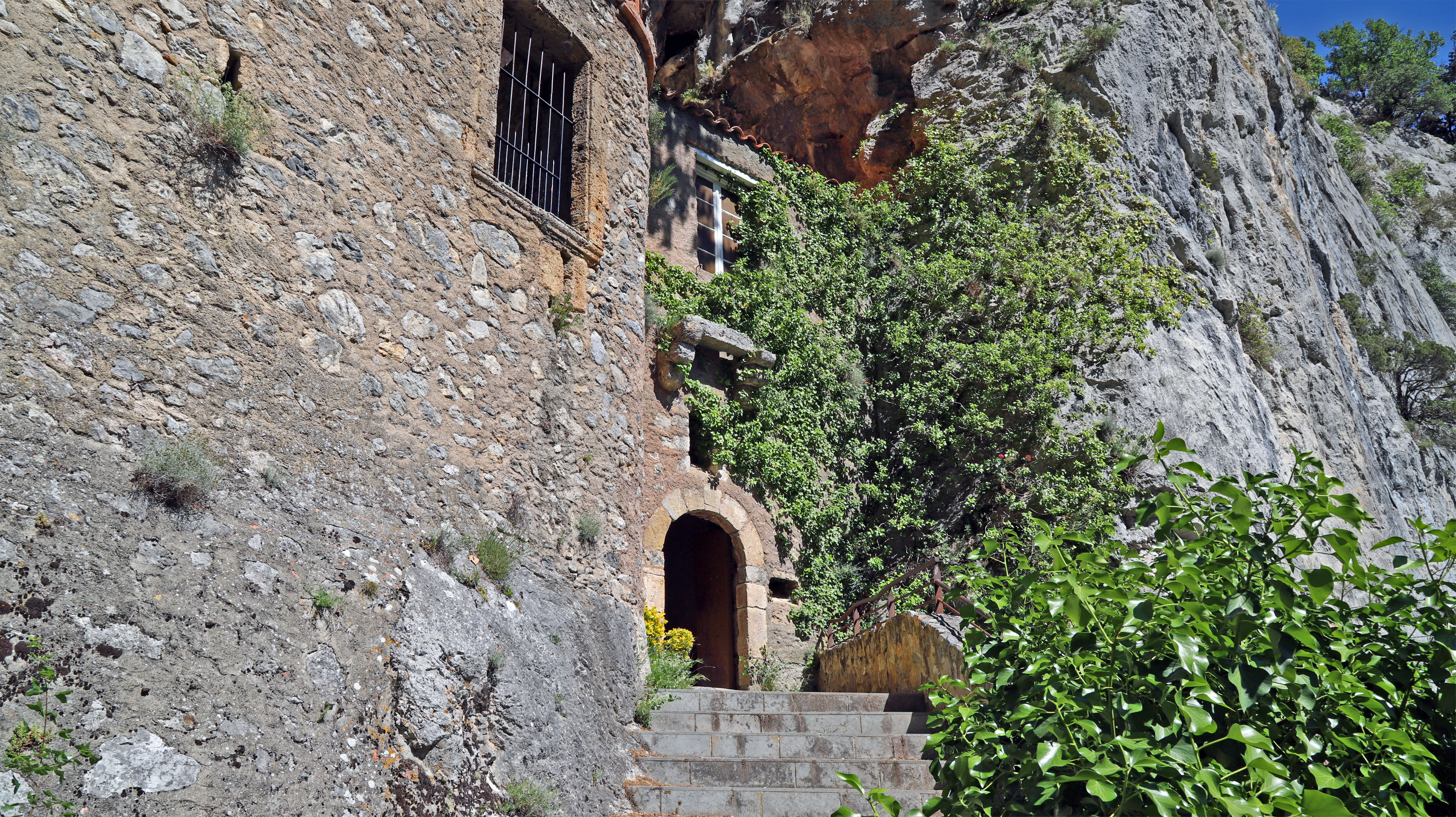
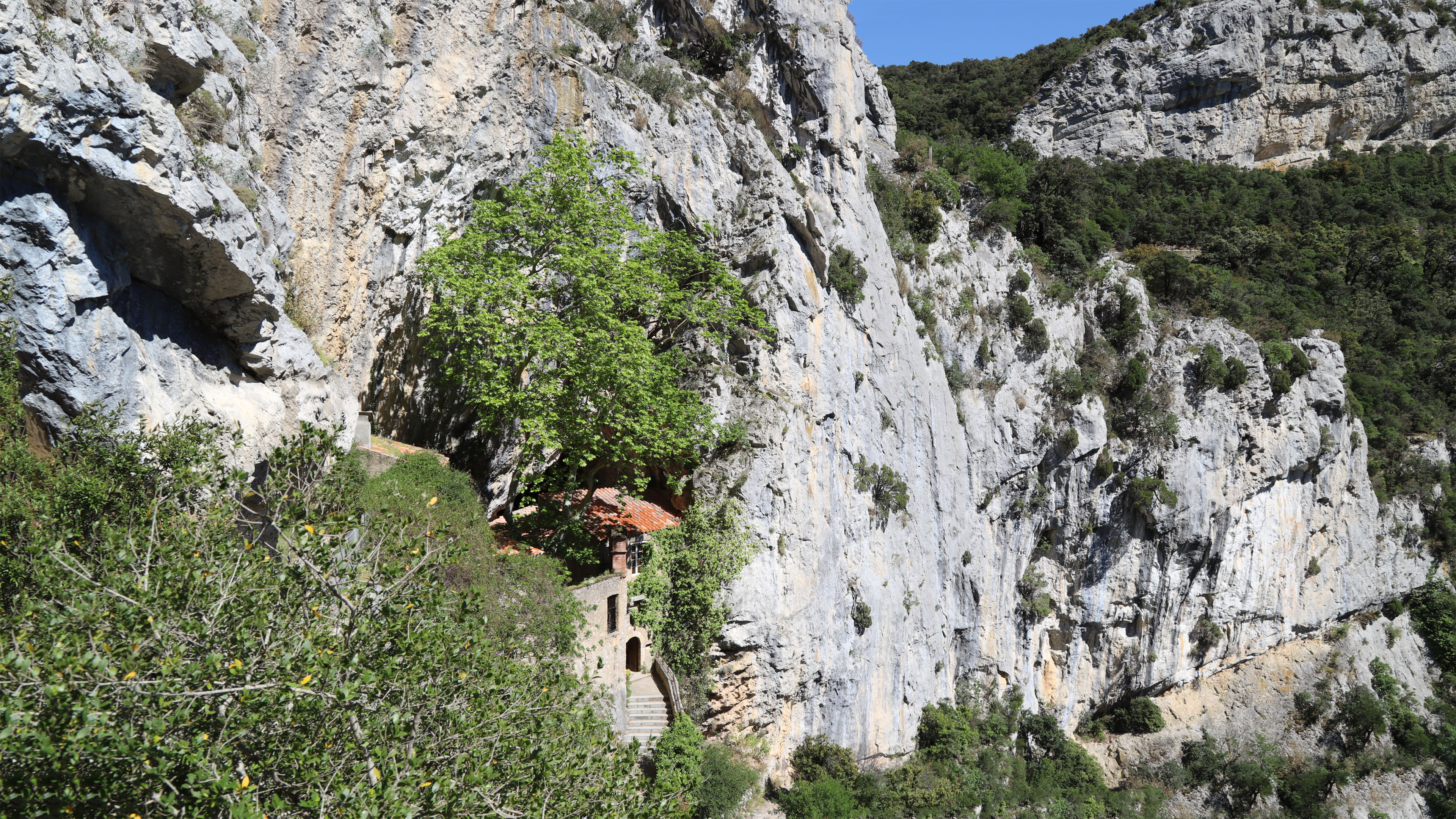
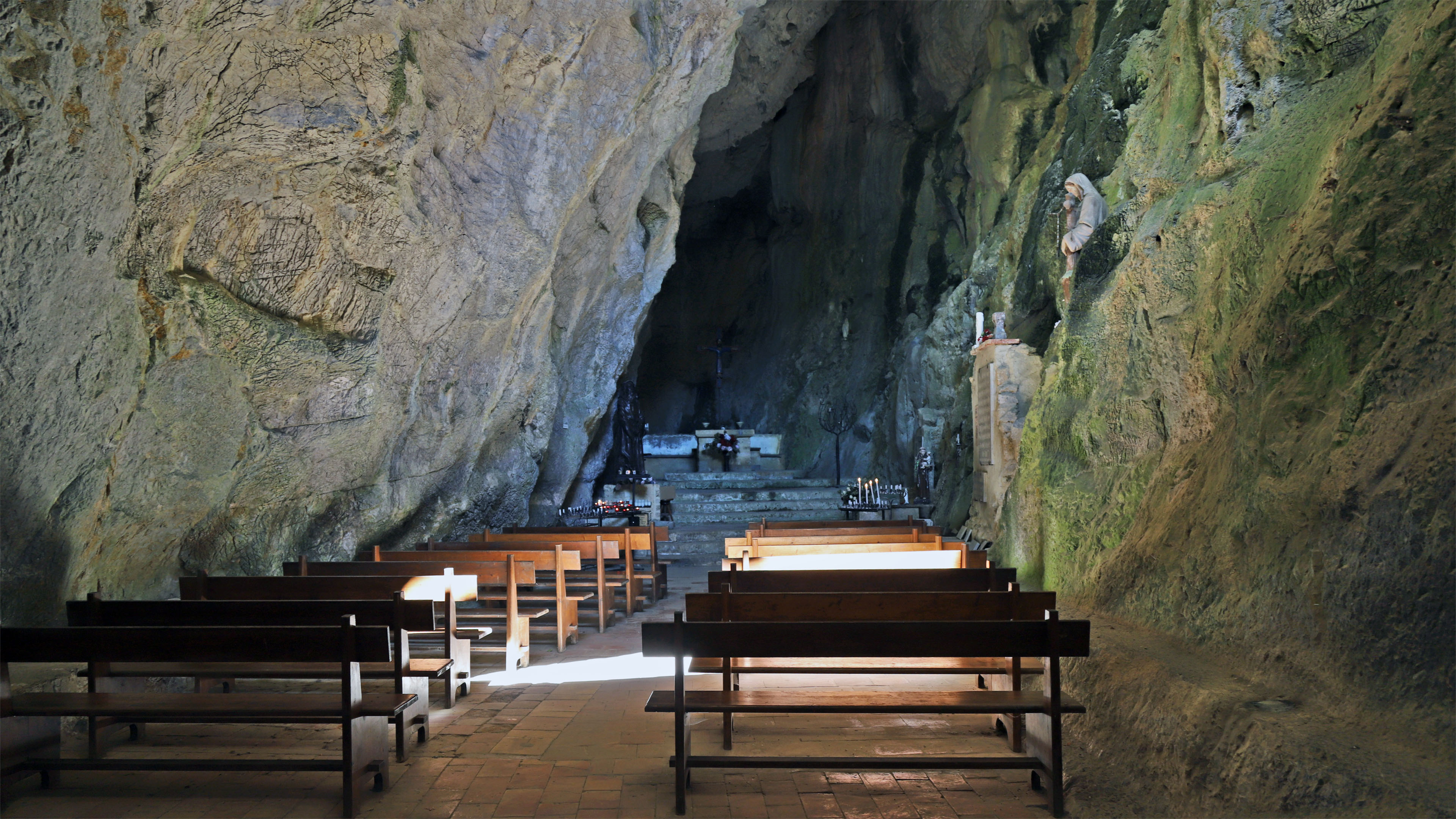
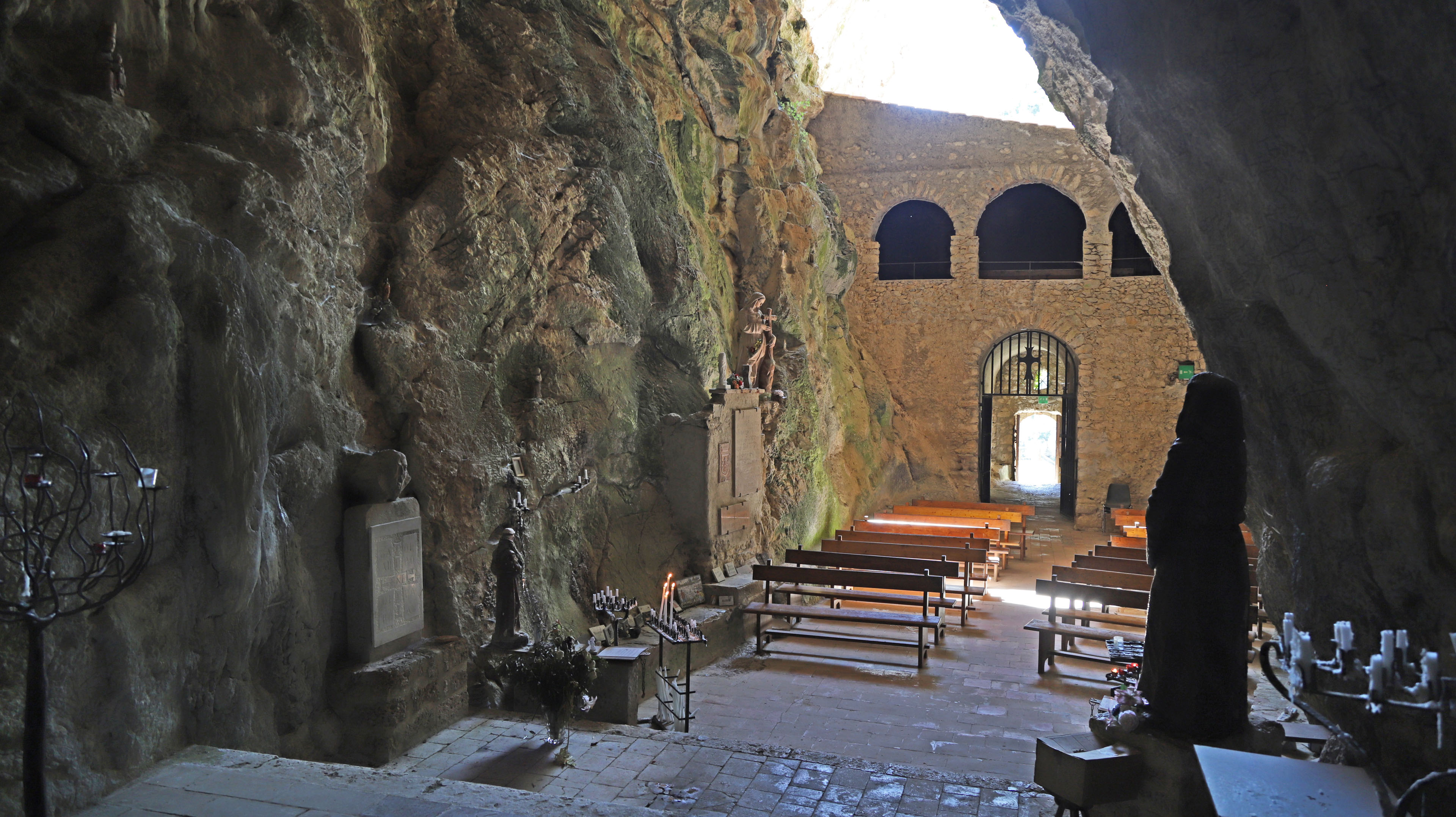
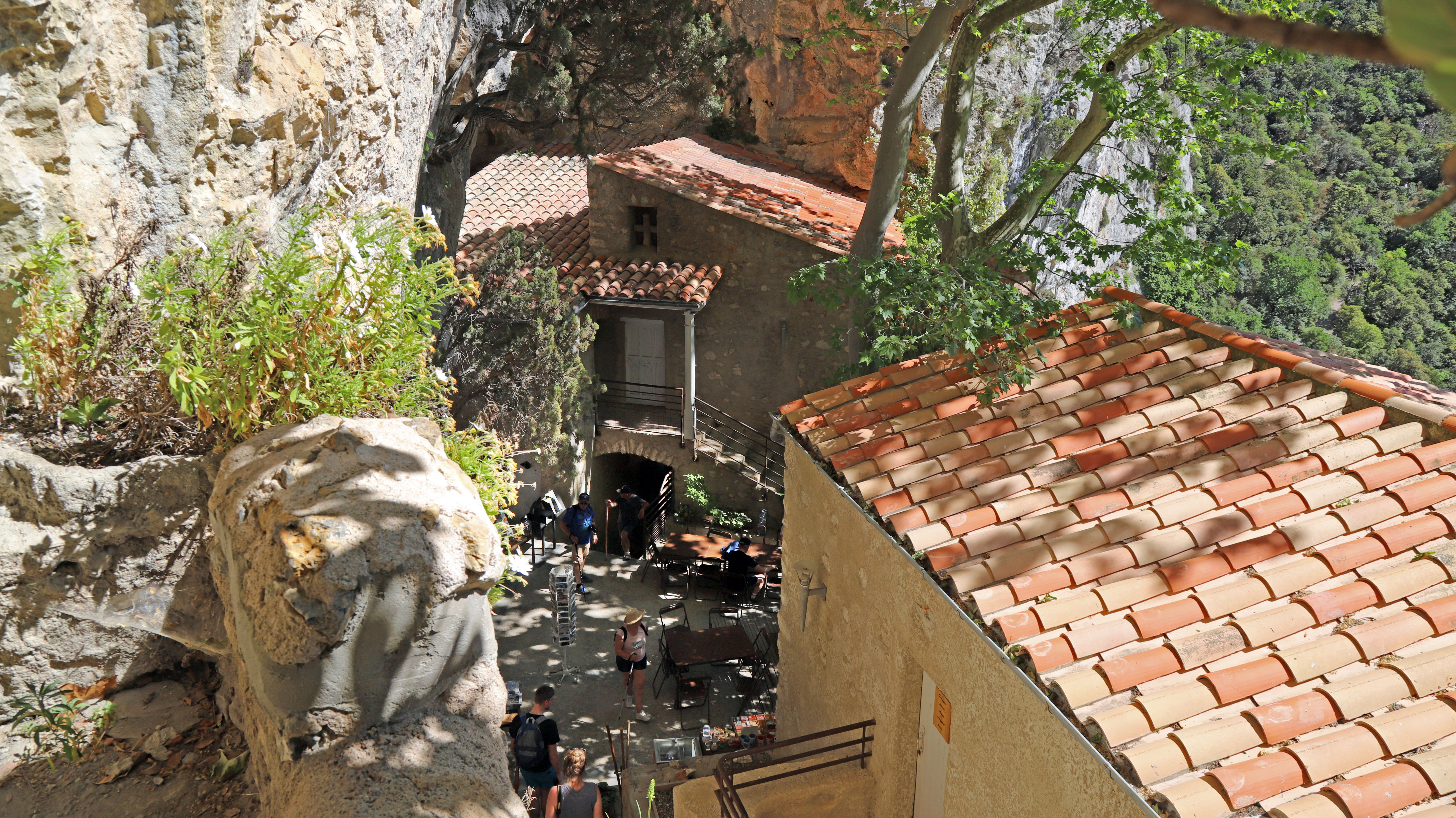
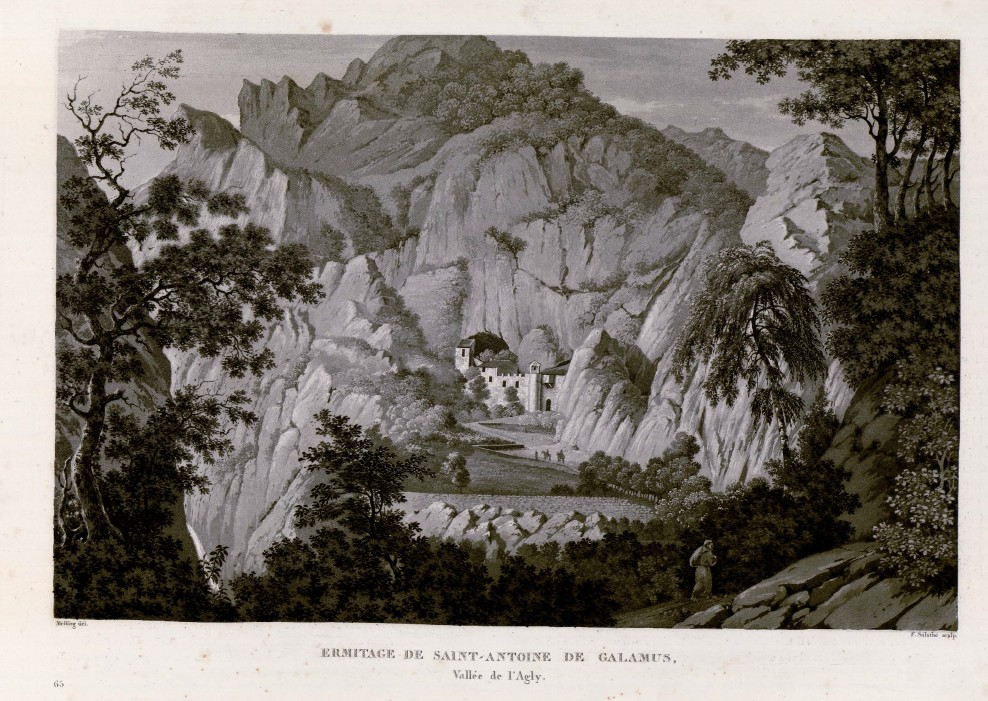
L'ermitage Saint-Antoine de Galamus vers 1821 vu par Melling.

## Pèlerinage
L'ermitage est un lieu de pèlerinage traditionnel les lundis de Pâques et les lundis de Pentecôte.

## Dans les arts et la culture
Le site de l'ermitage a servi de lieu de tournage de scènes des films suivants :
- Chine ma douleur de Dai Sijie (Prix Jean-Vigo) en 1989,
- La Neuvième Porte (The Ninth Gate) de Roman Polanski en 1998.